# Marmessoidea lineata
Marmessoidea lineata är en insektsart som beskrevs av Ludwig Redtenbacher 1908. Marmessoidea lineata ingår i släktet Marmessoidea och familjen Diapheromeridae. Inga underarter finns listade i Catalogue of Life.